# Iñaki Villanueva
Iñaki Villanueva (10 de fevereiro de 1991) é um jogador de rugby sevens espanhol.

## Carreira
Iñaki Villanueva integrou o elenco da Seleção Espanhola de Rugbi de Sevens, na Rio 2016, que foi 10º colocada.